# راندي فاولر
راندي فاولر (بالإنجليزية: Randy Fuller)‏ هو لاعب كرة قدم أمريكية أمريكي، ولد في 2 يونيو 1970 في غريفين في الولايات المتحدة.

## وصلات خارجية
- راندي فاولر على موقع مرجع كرة القدم المحترفة.كوم (الإنجليزية)